# 三重県道622号小牧小杉線
三重県道622号小牧小杉線（みえけんどう622ごう こまきこすぎせん）は、三重県四日市市を通る一般県道である。

## 概要
四日市市小牧町から四日市市小杉町に至る。

### 路線データ
- 起点：三重県四日市市小牧町（字西川原2077番地先[1][2]：三重県道621号永井保々停車場線交点）
- 終点：三重県四日市市小杉町（字南溝317-1番地先[1][2]：中倉橋第二交差点、国道365号上）

## 歴史
- 1959年（昭和34年）
  - 1月25日 - 認定[3]

起点：三重県四日市市小牧町
終点：三重県四日市市小杉町
  - 3月31日 - 道路区域の決定[4]
  - 5月19日 - 道路の供用開始[5]

三重県四日市市小牧町字西川原2077番地先から三重県四日市市山城町字濱田山147の13番地先を経て三重県四日市市小杉町字中才236番地先まで（延長8.87 km）

## 路線状況

### 重複区間
- 三重県道620号平津菰野線（四日市市山城町 - 四日市市山城町・山城駅東交差点）
- 国道365号（四日市市生桑町・生桑東交差点 - 四日市市小杉町・中倉橋第二交差点（終点））

### 道路施設

#### 橋梁
- 新中倉橋（海蔵川、四日市市）

## 地理

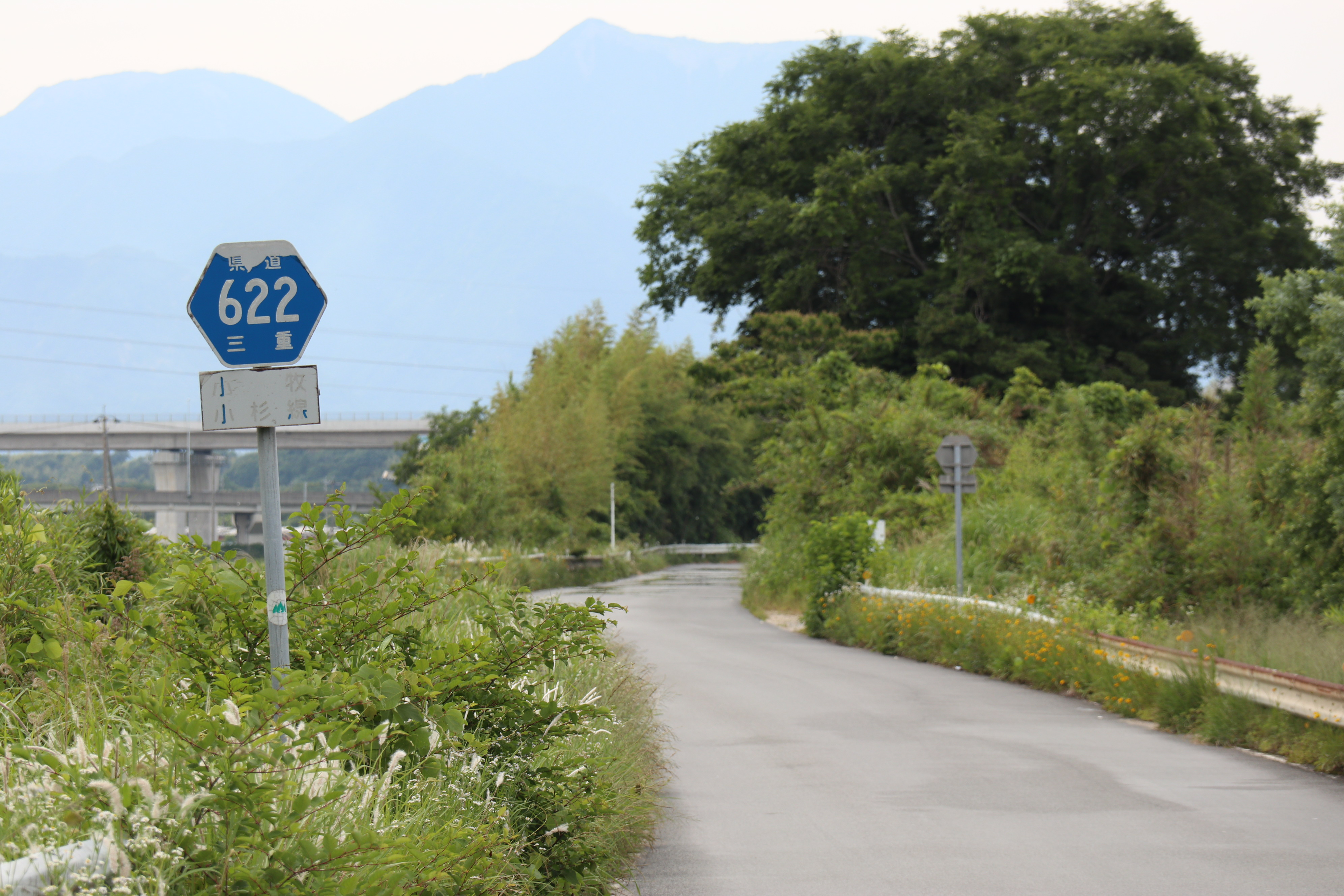
四日市市山城町

### 通過する自治体
- 三重県
  - 四日市市

### 交差する道路
| 交差する道路                         | 交差する場所 | 交差する場所            |
| ------------------------------------ | ------------ | ----------------------- |
| 三重県道621号永井保々停車場線        | 小牧町       | 起点                    |
| 国道365号 / 員弁バイパス             | 小牧町       | 新小牧橋南詰交差点      |
| 三重県道623号四日市東員線            | 山城町       | 下野橋南詰交差点        |
| 三重県道620号平津菰野線 重複区間起点 | 山城町       |                         |
| 三重県道620号平津菰野線 重複区間終点 | 山城町       | 山城駅東交差点          |
| 三重県道64号上海老茂福線             | 山城町       |                         |
| 国道1号 / 北勢バイパス               | 山之一色町   | [ 注釈 1 ]              |
| 三重県道8号四日市鈴鹿環状線          | 東坂部町     | 東坂部町交差点          |
| 国道365号 重複区間起点               | 生桑町       | 生桑東交差点            |
| 国道365号 重複区間終点               | 小杉町       | 中倉橋第二交差点 / 終点 |

### 交差する鉄道
- 三岐鉄道三岐線

### 沿線
- 朝明川
- 三岐鉄道三岐線
  - 保々駅 - 山城駅
- 四日市市役所 下野地区市民センター
- 四日市市立三重北小学校
- 四日市市立三重小学校
- 四日市山城郵便局
- 東芝 四日市工場
- 四日市カンツリー倶楽部
- E23 東名阪自動車道 御在所SA
- 坂部が丘郵便局
- 名四カントリークラブ